# باولو مازوليني
باولو مازوليني (بالإيطالية: Paolo Silvio Mazzoleni)‏ هو حكم كرة قدم ولاعب كرة قدم إيطالي، ولد في 12 يونيو 1974 في بيرغامو في إيطاليا.